# سهره سبز
سهره‌های سبز پرندگان کوچکی از سردهٔ Chloris در زیرخانواده سهره‌ایان دانه‌خوار در خانواده سهرگان هستند. این گونه پراکنش اوراسیا دارد به جز سهره سبز اروپایی که در شمال آفریقا نیز وجود دارد.
این سهره‌ها همگی دارای منقارهای مخروطی بزرگ و لکه‌های زرد روی پرهای بال هستند.

## گونه‌های موجود

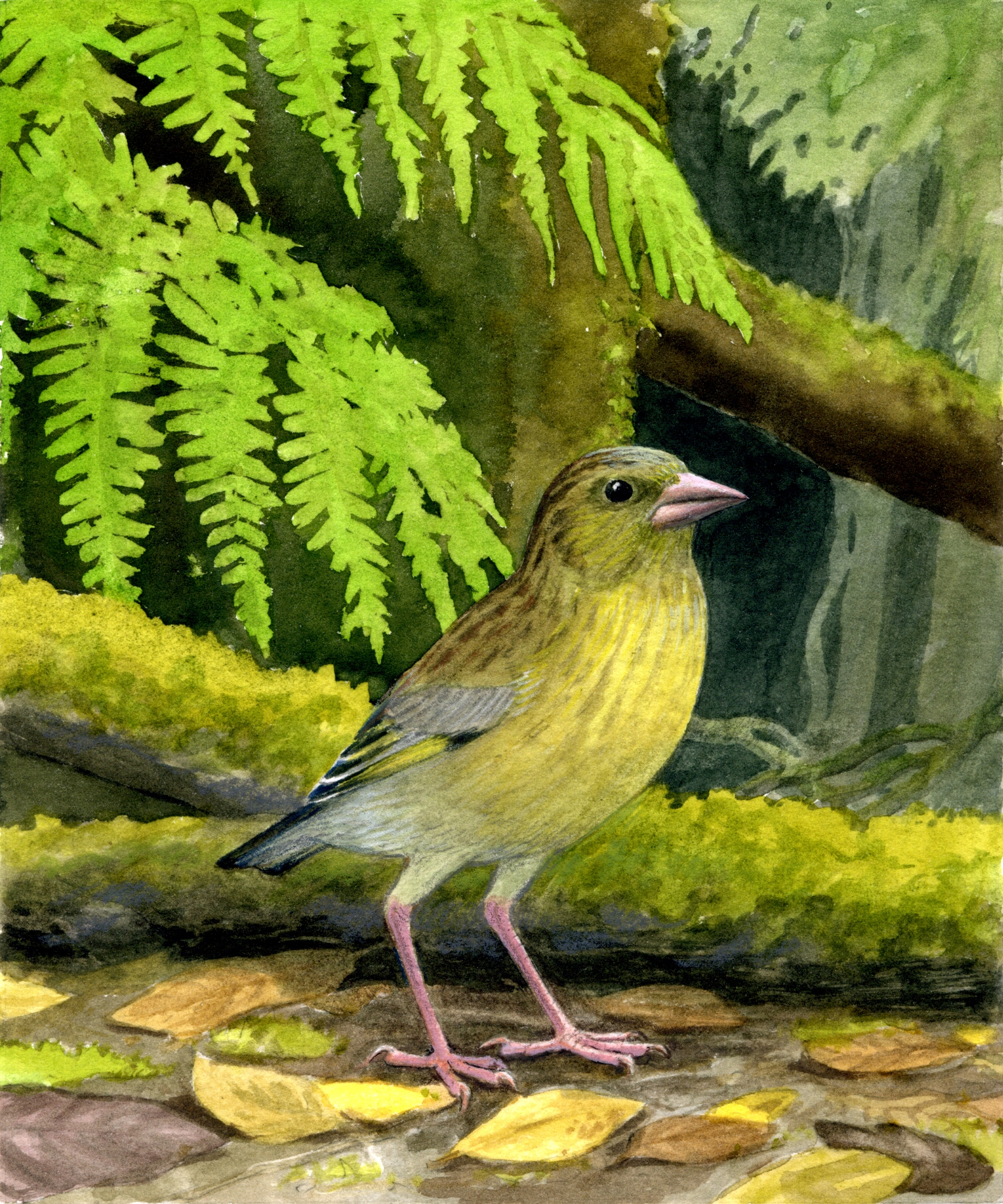
بازسازی کلریس اورلیوی منقرض‌شده، توصیف‌شده در ۲۳ سپتامبر ۲۰۱۰

این سرده دارای شش گونه است.
| نگاره | نام علمی            | نام رایج             | پراکندگی                                                                     |
| ----- | ------------------- | -------------------- | ---------------------------------------------------------------------------- |
|       | Chloris ambigua     | سهره سبز سرسیاه      | یوننان، شمال لائوس، شرق میانمار و مناطق مجاور ویتنام، تایلند و شمال شرقی هند |
|       | Chloris chloris     | سهره سبز اروپایی     | اروپا، شمال آفریقا و آسیای جنوب غربی                                         |
|       | Chloris sinica      | سهره سبز کلاه‌خاکستری | شرق آسیا                                                                     |
|       | Chloris kittlitzi   | فنچ بونین            | جزایر اوگاساوارا (بونین)                                                     |
|       | Chloris monguilloti | سهره سبز ویتنامی     | ویتنام جنوبی                                                                 |
|       | Chloris spinoides   | سهره سبز سینه‌زرد     | مناطق شمالی شبه‌قاره هند                                                      |